# A Luigia Pallavicini caduta da cavallo
A Luigia Pallavicini caduta da cavallo è un'ode di Ugo Foscolo, pubblicata nel 1802, ma scritta nel marzo del 1800 quando la nobildonna genovese Luigia Pallavicini, nota per la sua bellezza, cadde da cavallo mentre galoppava lungo la spiaggia di Sestri Ponente, ferendosi e deturpandosi il volto. 
Una dettagliata descrizione dell'incidente è contenuta nelle memorie del generale francese Thiébault, che si sentì in parte responsabile dell'accaduto, essendo stato lui a vendere il destriero alla marchesa.
L'ode è composta da diciotto strofe di sei settenari, sdruccioli il secondo e il quarto, con lo schema rimico ABACDD.

## Analisi
Luigia Pallavicini è una bellissima donna, ma data la sua caduta da cavallo ella si vergogna e decide di non mostrarsi più in pubblico.
L’ode è divisibile in due parti: la prima (vv. 1-36) celebra la bellezza e la natura quasi divina di Luigia, paragonandola a Venere e Minerva, la seconda (vv. 37-108) ricorda invece della caduta da cavallo e della corruzione della bellezza, con accostamento a Marte.

### Prima parte (vv. 1-36)
Nei primi versi il poeta esorta le Grazie a preparare balsami (unguenti per il medicamento) e lini profumati per Luigia, gli stessi che porgevano per Venere, definita “Citerea”, ovvero dell’isola di Citera, suo luogo di culto: la donna onorata nell’ode è dunque paragonata a Venere. E già in questi versi s’insinua il tema della ferita e della guarigione: Venere infatti è stata ferita al piede da una spina mentre correva dall’amante Adone (il “ciprio giovinetto”), il cui petto era stato morso da un cinghiale durante una battuta di caccia (nella leggenda originaria è ferito nella coscia), ed è definita “insana” nel senso latino del termine, ovvero ferita sia fisicamente che moralmente. La dea ora inonda di pianto il monte Ida, situato a Troia, dando origine quasi a una scena funeraria, a cui si aggiungono gli Amori che compiangono la Pallavicini fra tutte le dèe liguri (altro paragone con le divinità) e portano fiori votivi all’altare di Apollo (figlio di Latona e padre di Esculapio, la medicina).
La donna celebrata è chiamata a invito dalla danza, durante la quale il vento trasporta l’insolita fragranza dei suoi capelli (segno di divinità), che non sono raccolti bensì liberi a impacciare i movimenti del ballo. Subentra quindi il paragone con Atena (“Palla”): Luigia è immersa nel lavacro del fiume così come la dea nelle acque del fiume Inaco, che scendendo dal colle le versavano addosso dei fiori, mentre era intenta a sostenere fuori dall’acqua, con la mano bagnata, i capelli liberati dall’elmo.
Alla scena del lavacro sarà ispirato il frammento foscoliano VI, 443 del 1803: “Involontario nel Pierio fonte / vide Tiresia giovinetto i fulvi / capei di Palla liberi dall’elmo / coprir le rose disarmate spalle, / sentì l’aura celeste e mirò le onde”.  E sia tale frammento che l’ode in questione traggono origine dall'Inno V di Callimaco: “Le robuste braccia / mai bagnò Atena, prima di strigliare i fianchi polverosi dei cavalli […]. / L'Inaco dai monti / discenderà, di pascoli coperti, / mischiando le sue acque all'oro e ai fiori, / a portare il bel bagno per Atena. / […] sul suo carro / più d'una volta l'invitò la dea / e i frivoli discorsi delle ninfe / e le figure delle danze in coro […] / Un giorno all’Ippocrène / che bella scorre, sopra l’Elicona / si bagnavano, avendo sciolto i pepli / dai fermagli”.
La scena della danza richiama anche la danza delle ninfe descritta nell'Ortis durante il bacio di Jacopo con Teresa, mentre i balsami e i profumi sono tipici del carme Dei Sepolcri.
Altro importante elemento è la chioma che sostenuta da Atene, riferimento alla Chioma di Berenice: anch’essa, elevata al cielo, da elemento umano è stato reso valore eterno.
Da sottolineare è l’aggettivo “roseo” riferito al braccio della donna (v. 23): il colore rosa rappresenta infatti la vitalità e la bellezza, al contrario del bianco marmoreo.

### Seconda parte (vv. 37-108)
Luigia, prima caratterizzata dal segno di Venere, al ricordo della caduta passa al segno di Marte: alle sue belle forme e all’ingegno ha preferito le occupazioni maschili, all’arte delle Aonie (cioè delle Muse, quindi la poesia) ha preferito gli esercizi di guerra.
Comincia quindi la descrizione della caduta: i venti sembravano avere già il presagio della tragedia e per questo tentano invano di raffreddare il petto e i fianchi del cavallo imbizzarrito, che anzi corre più velocemente a causa di un morso che si è dato esso stesso.
Si descrive quindi la scena d’imbizzarrimento del cavallo in un climax ascendente. Da sottolineare in questa stanza l’attributo “candido” riferito al seno della donna, in contrasto al braccio roseo del verso 23: dal rosa della vita si passa al bianco marmoreo tipico dei sepolcri. In questo movimento la bellezza oscilla fra il momento della morte e quello della marmificazione, della sua sublimazione. L’ode cattura infatti il momento prima che la bellezza venga corrotta dalla caduta, trasfigurando le passioni in contemplazione di quelli che sono ora valori eterni. Se da una parte quindi c’è il rischio della morte, dall’altra c’è la possibilità di rendere eterni i valori: l’eternizzazione ha a che fare con la morte, e se il bianco è quello della morte, esso è anche il bianco delle statue eterne e gloriose.
Le insenature del litorale risuonano sotto lo scalpitare accelerato degli zoccoli: il cavallo si slancia nel mare, non impaurito dalle urla dei compagni della donna. Le acque ormai arrivano alla pancia dell’animale e le onde diventano più forti, dimentiche che da esse nacque Venere. Ma Nettuno, ancora addolorato per l’ingiusta morte del nipote Ippolito, per non causare un’altra vittima innocente, respinge il cavallo infuriato col suo cenno che tutto può. La bestia quindi indietreggia e si alza sulle zampe posteriori, lanciando Luigia Pallavicini - ormai svenuta - sulla spiaggia pietrosa. Noteremo in questa descrizione che Luigia Pallavicini, prima paragonata a Venere nata dalle acque, ora è quasi inghiottita dalle stesse, quasi fosse un’anti-nascita della stessa divinità.
Vi è forse un riferimento letterario al Canto I, 29 dell'Orlando Furioso di Ariosto, in cui analogamente si descrive una battaglia sulle acque: “All’apparir che fece all’improviso / De l’acqua l’ōbra, ogni pelo arricciossi / E scolorossi al Saracino il viso, / La voce ch’era per uscir fermossi: / udendo poi da l’Argalia, ch’ucciso / Quivi havea gia (che l’Argalia nomossi) / La rotta fede così improverarse / Di scorno e d’ira, dentro, e di fuor arse” (sia in questo canto che nell'Ode a Luigia c’è l’allitterazione della lettera “r”).
Ai vv. 79-89 il poeta maledice chi ha potuto permettere che Luigia Pallavicini cadesse: se infatti tutto ciò non si fosse verificato, ora vedrebbe il colorito roseo del suo volto divenuto sbiadito (tornano ancora una volta i colori), e gli occhi che ispirano amore scrutare gli sguardi dei medici per carpire la speranza di ritornare alla bellezza di prima.
La parola “periglio” al verso 84 è con tutta probabilità un omaggio a Il Pericolo di Parini. In quest’ode, la cui metrica è identica a quella di Luigia Pallavicini, il tema trattato è la vecchiaia di una donna che si trova a fare i conti con la bellezza di una veneziana, la cui comparsa è così descritta: “Parve a mirar nel volto / E ne le membra Pallade, / Quando, l’elmo a sé tolto, / Fin sopra il fianco scorrere / Si lascia il lungo crin: // Se non che a lei dintorno / Le volubili grazie / dannosamente adorno / Rendeano ai guardi cupidi / L’almo aspetto divin”.
Nelle ultime tre stanze si narra una scena mitologica simile al genere letterario greco della miniatura, con l’intento di sintetizzare i contenuti dell’ode: Diana (nata sul monte Cintio) cavalca il suo cocchio trainato dalle cerve, che per l’urlo delle fiere si spaventano e fanno precipitare la dea sulle pendici dell’Etna; tutte le altre dee, invidiose, gioiscono di tale caduta che ha ormai compromesso la bellezza di Diana, il cui volto silenzioso e pallido appare ora coperto da un velo ai banchetti dell’Olimpo, ma piangono il giorno delle danze Efesie, giorno in cui la dea torna lieta tra le vergini devote e sale in cielo ancora più bella.